# پتروپلیکس
پتروپلیکس (نام علمی: Pteropelyx) نام یک سرده از تیره هادروسارید است.